# Montenegro de Cameros
Montenegro de Cameros – gmina w Hiszpanii, w prowincji Soria, w Kastylii i León, o powierzchni 55,32 km². W 2011 roku gmina liczyła 83 mieszkańców.